# Nyhemshallen
Nyhemshallen är idrotts- och evenemangsarena i Mullsjö, där bland annat Mullsjö AIS spelar sina hemmamatcher i innebandy. Hallen invigdes den 22 februari 2009, och används även för den årligen återkommande kristna konferensen Nyhemsveckan, som samlar tiotusentals personer. Hallen rymmer 1 800 personer. 